# مطار بني ملال
مطار بني ملال (إياتا: BEM، إيكاو: GMMD) هو مطار دولي يخدم مدينة بني ملال بجهة بني ملال خنيفرة، يمتد المطار على مساحة إجمالية قدرها 170 هكتار، يُستعمل المطار معظم الأوقات في رياضة القفز بالمظلات، نظراً لقلة الرحلات الجوية به. وقد عرف المطار حركة كبيرة خلال افتتاحه في سنة 2014، ولكنه يعرف الآن شللاً كبيراً وتناقصاً حاداً في عدد المسافرين بسبب انخفاض الرحلات الجوية به، ففي سنة 2016 استخدم المطار 036 20 مُسافر، وفي سنة 2017 استخدم المطار 598 6 مُسافر، واستمر انخفاض عدد المُسافرين في سنة 2018 أيضاً ليصل لـ 315 3 مُسافر فقط.

## تاريخ
كان المطار يُستخدم فقط في رياضة القفز بالمظلات، وقد بدأ الشروع في استخدامه من طرف الرحلات الجوية التجارية سنة 2014 بعد تدشين محطة جوية به. وقد استقبل المطار في 21 يوليوز 2014، أول رحلة جوية تجارية وهي تابعة للخطوط الملكية المغربية وعلى متنها حوالي مائة مسافر من أفراد الجالية المغربية المقيمة بالخارج، قادمين من ميلانو بإيطاليا لقضاء العطلة الصيفية بأرض الوطن.
في أبريل 2017 أصبح المطار متوقفاً عن العمل بسبب توقف جميع رحلات الخطوط الملكية المغربية نتيجة انتهاء العقد الذي مدته ثلاثة سنوات والذي يربط الشركة مع المطار، تم إعادة فتح رحلات الخطوط الملكية المغربية لاحقا في ماي 2017 وتم إزالة الرحلة الجوية بين بني ملال وميلانو والإبقاء على رحلة بني ملال - الدار البيضاء فقط. ثم لاحقاً عادت الخطوط الملكية المغربية لتشغيل رحلة ميلانو من جديد انطلاقاً من مطار بني ملال، لكن فقط خلال موسم عودة الجالية المغربية لأرض الوطن أي خلال فصل الصيف (يوليوز، غشت، وشتنبر) فيما يبقى المطار يستقبل الرحلات الداخلية من مدينة الدار البيضاء على مدار السنة، وقد قامت الشركة لاحقاً بإلغاء الرحلة الموسمية إلى ميلانو تماماً والإبقاء على الخط الداخلي بني ملال - الدار البيضاء فقط.
إبتداءاً من سنة 2020، توقفت جميع الرحلات الجوية التجارية وتم إغلاق المطار بسبب كوفيد 19، وبقي المطار مغلقا إلى غاية سنة 2024، عندما قررت شركة الطيران ريان إير تشغيل الرحلات الجوية الدولية من مطار بني ملال. ثم لاحقا في سنة 2025 أضافت ريان إير رحلة جوية داخلية تربط بين بني ملال وطنجة.

## المحطة الجوية
تبلغ طاقتها 150 ألف مسافر في السنة، تحتوي على تجهيزات تكنولوجية حديثة تستجيب للمعايير الدولية المعمول بها في مجالات الأمن والسلامة وجودة الخدمات، وعلى هندسة تستفيد من الفضاءات بكيفية أمثل سعيا إلى بلوغ تدبير مرن لحركة المسافرين. وتتوفر هذه المحطة على بهو عمومي، ومنطقة للمغادرة خاضعة للمراقبة الجمركية تشتمل على قاعة لاستقبال الضيوف المميزين وبهو للوصول.

## إحصائيات
حركة المسافرين:
| 2014   | 2015   | 2016   | 2017  | 2018  | 2019 | 2020 | 2021 | 2022 |
| ------ | ------ | ------ | ----- | ----- | ---- | ---- | ---- | ---- |
| 542 12 | 628 23 | 036 20 | 598 6 | 315 3 | 764  | 305  | 0    | 0    |
|        | ▲      | ▼      | ▼     | ▼     | ▼    | ▼    | ▼    | ▼    |